# Narcís Perich i Serra
Narcís Perich i Serra (Alella, 29 de novembre de 1975) és un músic i cantautor català que ha editat diversos discs en solitari i conjuntament amb la seva banda: "La Caravana de la Bona Sort". El 2013 va presentar la banda sonora de la Via Catalana, «Mà en mà» amb Gerard Sesé i Gonçal, i en 2014 l'Ajuntamemnt d'Alella li va encarregar una cançó dedicada al poble on va néixer.

## Discografia
- El sol surt per tothom. Discmedi, 2003.
- Bona Sort. Discmedi, 2006.
- Els lladres (EP). Audiovisuals de Sarrià, 2007.
- Narcís Perich i la Caravana de la Bona Sort. Audiovisuals de Sarrià, 2008.
- Versos i acords. Picap, 2009.
- L'arbre amb fruits. Picap, 2010.
- Un pas ferm. Temps Record, 2013.
- Puigdemont, Autoeditat, 2018[4]